# Ferdinand Porsche

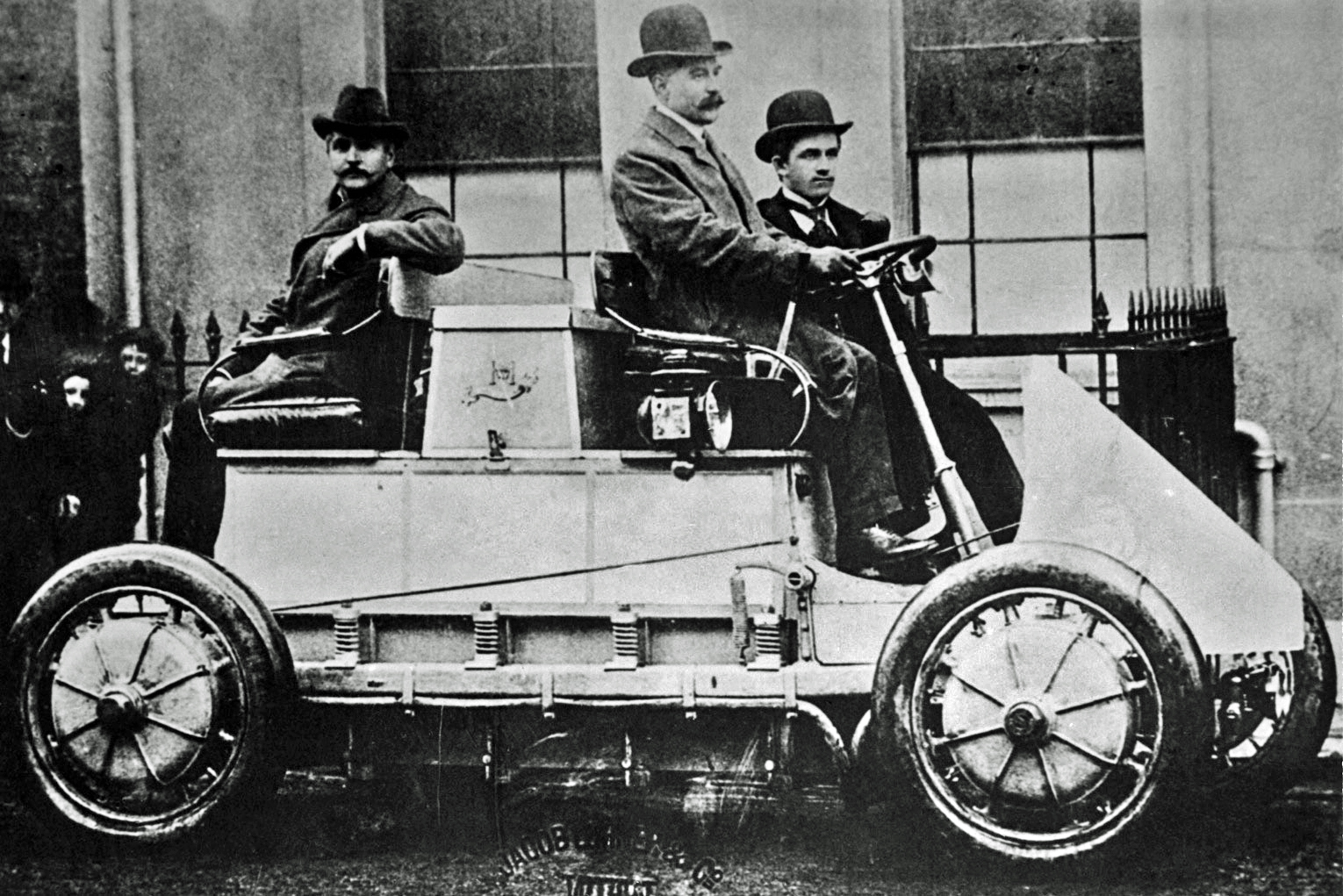
Ferdinand Porsche

Ferdinand Porsche (n. 3 septembrie 1875, Maffersdorf, Reichenberg, Boemia; d. 30 ianuarie 1951, Stuttgart) a fost un constructor de automobile austriac renumit. Construcția sa cea mai celebră este VW Käfer (o parte dintre patente i-au fost însă recunoscute subalternului său, constructorul Béla Barényi, 1907-1997). 
Numele de familie Porsche [Porșe] și Borsche reprezintă variante germanizate ale unor nume slave (de ex. cehe Boreš [Boreș], Borš, Borutta), diminutive ale vechiului nume slav Borislav.